# National Hurricane Center
Le National Hurricane Center (NHC, en français : Centre national des ouragans) est un centre de prévisions météorologiques localisé sur le site de l’université internationale de Floride à Miami, en Floride, aux États-Unis. Il s’agit d’une division du National Weather Service spécialisée dans l’étude et la prédiction des systèmes tropicaux, en particulier des ouragans. Il fut renommé Tropical Prediction Center de 1995 à 2010.
Le NHC est l'un des centres météorologiques régionaux spécialisés de l’Organisation météorologique mondiale chargé d'émettre des prévisions et des analyses relatives aux phénomènes tropicaux dans les bassins de l'océan Atlantique Nord et du Pacifique Nord-Est. Il émet des veilles et alertes météorologiques dans les 36 heures de leur arrivée sur le territoire des États-Unis mais ce sont les centres météorologiques des autres pays qui s'en chargent pour leurs territoires respectifs.

## Histoire
Le National Hurricane Center trace ses racines dans la formation d'un réseau de postes d'alerte aux ouragans par le Weather Bureau (maintenant le National Weather Service) à la suite d'une déclaration du président américain William McKinley le 5 décembre 1898. Avec le développement des moyens de communications et des techniques de prévision des cyclones tropicaux, un bureau centralisé pour l'émission des alertes cycloniques fut établi à Miami avec des centres secondaires à quelques endroits des côtes de golfe du Mexique et de l'Atlantique. 
Le centre reçut son nom actuel en 1967, alors que Robert Simpson, mieux connu pour sa participation dans le développement de l'échelle de Saffir-Simpson de classification des ouragans, en est devenu directeur avec mission d'en faire une unité distincte du centre de prévision pour la Floride du NWS. Le NHC a alors hérité de la responsabilité de suivre tous les systèmes tropicaux du bassin Atlantique même si des centres secondaires comme ceux de La Nouvelle-Orléans et de Boston ont conservé un rôle jusque dans les années 1980. Simpson resta directeur jusqu'en 1974.

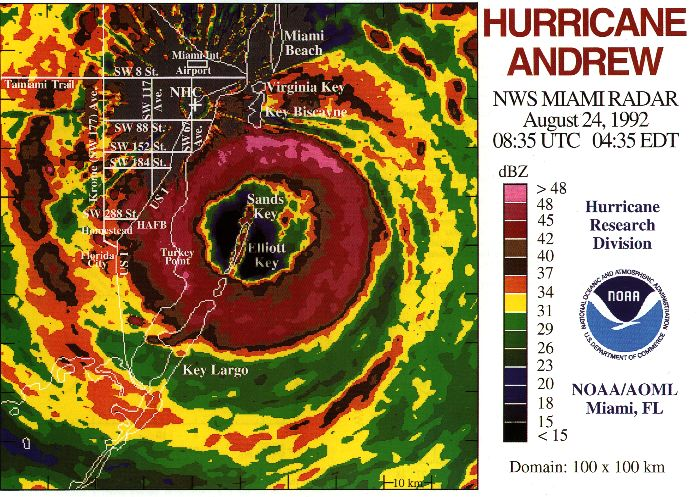
Dernière image radar de l'ouragan Andrew passant à Miami.

En 1984, le NHC qui avait été jusque-là co-localisé avec le centre de prévision de la Floride du NWS, emménagea dans ses propres bureaux à Coral Gables. Ses responsabilités furent étendues à la partie est de l'océan Pacifique en 1988, reprenant le mandat jusqu'à ce moment couvert par le bureau de San Francisco (Eastern Pacific Hurricane Center). En 1992, l'ouragan Andrew est passé sur le sud de la Floride. Le NHC, à Coral Gables, fut frappé directement et a perdu son radar météorologique mais n'a pas cessé ses opérations.
En 1995, le NHC a emménagé dans une nouvelle installation résistante aux ouragans sur le campus de l'Université internationale de Floride, capable de résister à des vents de 210 km/h. Son nom a alors été changé en Tropical Prediction Center et fut divisé en trois : les prévisionnistes des ouragans furent regroupés comme une unité distincte qui garda le nom de NHC, une section d'analyse tropicale et une section du support technique. Le 1er octobre 2010, le Tropical Prediction Center est redevenu le National Hurricane Center et le groupe anciennement connu sous le nom de NHC fut renommé Hurricane Specialists Unit (Unité des spécialites des ouragans),.

## Organisation

### Hurricane Specialists Unit

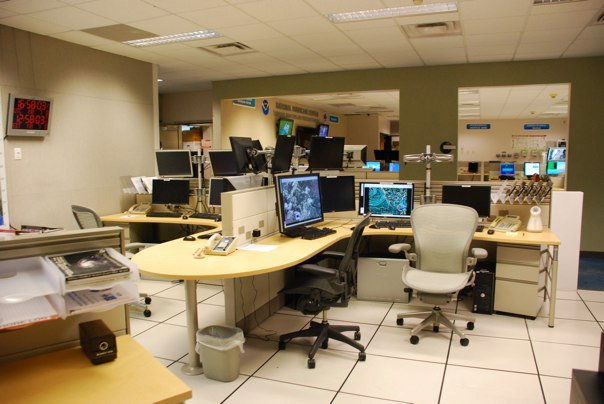
Le centre des opérations du HSU

La section des spécialistes des ouragans (HSU) surveille les cyclones tropicaux dans l'est de l'océan Pacifique et l'océan Atlantique. Le NHC publie des prévisions, avertissements et alertes sous forme de communiqués et de graphiques. Il coordonne ses activités avec les pays limitrophes qui ont seuls juridiction dans leurs eaux et territoires. Par exemple, le HNC suit les systèmes tropicaux s'approchant du Canada mais c'est le Centre canadien de prévision d'ouragan qui prend la relève quand ces tempêtes entrent dans les eaux du pays et émet des alertes météorologiques en coordination ave les centres locaux de prévision du Service météorologique du Canada.
Hors de la saison cyclonique active, le NHC offre des séances de formation destinés aux gestionnaires des mesures d'urgence, aux autorités américaines et aux représentants d'autres pays touchés par les cyclones tropicaux. C'est également le temps de l'écriture des rapports officiels à propos de chacun des systèmes tropicaux de la saison précédente.

### Tropical Analysis and Forecast Branch (TAFB)

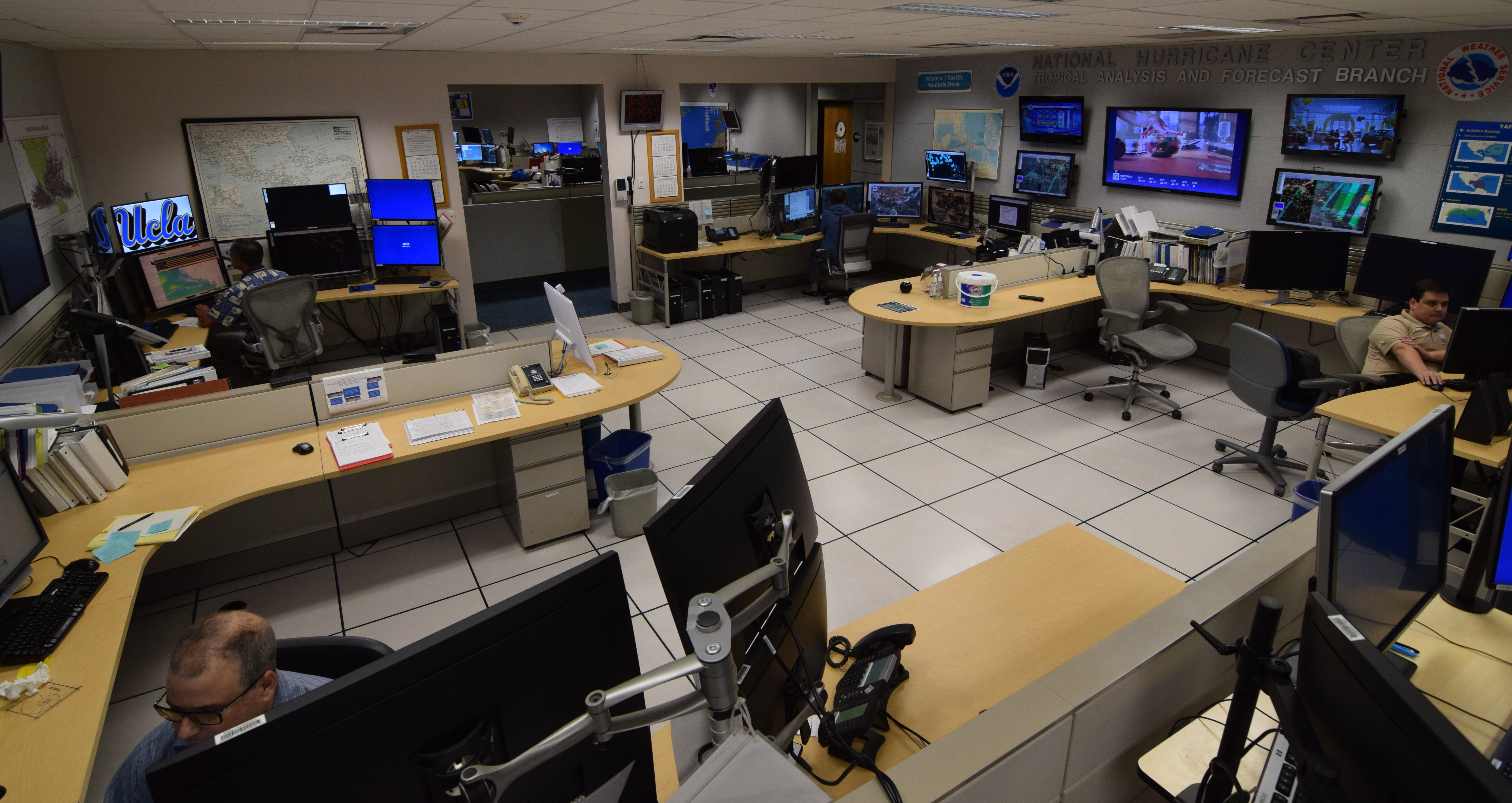
Une vue panoramique du centre du TAFB en 2018.

Le Tropical Analysis and Forecast Branch (TAFB) fournit toute l'année des analyses et prévisions détaillées pour la navigation maritime de l'est de l'océan Pacifique (y compris dans l'hémisphère sud) et du nord de l'océan Atlantique. Pour ce faire, le TAFB utilise une multitude de sources dont l'imagerie satellitaire, les bouées océaniques, les stations de surface et les radars météorologiques. Il fournit à la section des spécialitstes des interprétations des données, des modèles climatiques, des estimés des précipitations, le positionnement des cyclones et des estimés relatifs à l'intensité basés sur la technique de Dvorak.

### Technical Support Branch (TSB)
Le Technical Support Branch (TSB) développe et transforme de nouveaux outils et techniques en opérations de prévision du temps tropical en collaboration avec d'autres entités gouvernementales et universitaires. Le TSB a créé et poursuit le développement du système de prévision numérique du temps des cyclones tropicaux (ATCF), utilisé pour incorporer diverses données et sorties de modèles, créer et mettre à jour HURDAT (géoréférences des systèmes tropicaux) et générer des prévisions de cyclones tropicaux. Il prend en charge les systèmes informatiques et de communication du NHC, y compris son site internet. Il tient également à jour un certain nombre de modèles statistiques et dynamiques utilisés pour prédire à la fois le comportement des cyclones tropicaux et les conditions météorologiques associées. Une unité développe et maintient un logiciel de prévision de l'onde de tempête associée aux cyclones tropicaux.

### CARCAH

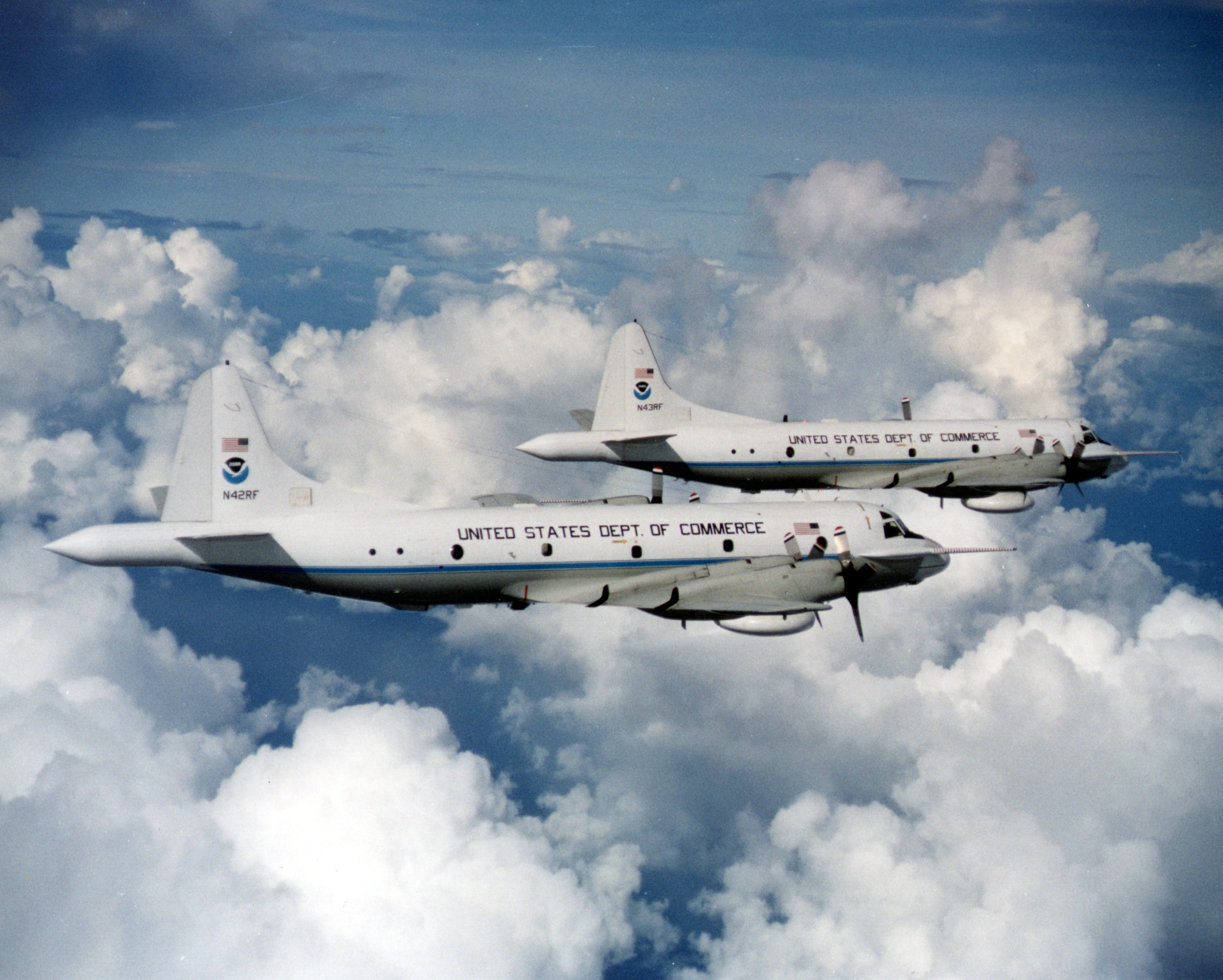
Avions Lockheed Orion WP-3D pour l'observation in situ des ouragans en utilisant divers instruments dont les catasondes.

Le Centre de la coordination de la reconnaissance aérienne (CARCAH) est une sous-unité du 53e escadron de reconnaissance météorologique dont la mission est de fournir un point de contact et de coordonner toutes les exigences de reconnaissance opérationnelle des cyclones tropicaux au NHC et au Centre des ouragans du Pacifique central pour l'Atlantique nord, les Caraïbes, le golfe du Mexique et le bassin du Pacifique nord à l'est de la ligne de date internationale conformément au Plan national des opérations contre les ouragans (NHOP). Pendant l'hiver, le CARCAH coordonne les reconnaissances des tempêtes hivernales de l'Atlantique et du Pacifique à l'appui du Plan national d'opérations sur les tempêtes hivernales (NWSOP). Les missions sont effectuées avant les événements météorologiques à fort impact qui devraient affecter les États-Unis, tels que de fortes chutes de neige à des moments où il y a une incertitude significative dans/entre les résultats des prévisions météorologiques numériques.

### HLT
L'équipe de liaison avec les ouragans (HLT) prend en charge la réponse aux ouragans grâce à l'échange d'informations entre le NHC, le National Weather Service (NWS) et la sécurité civile américaine. Le HLT est composé de gestionnaires d'urgence fédéraux, étatiques et locaux, ainsi que de météorologues et d'hydrologues du NWS, qui suivent les progrès et le niveau de menace de la tempête pour les autorités fédérales, étatiques et locales appropriées. L'équipe établit et facilite des vidéos et/ou des téléconférences avec le NHC, la FEMA et d'autres agences fédérales, les centres des opérations d'urgence (EOC) des États, le Weather Prediction Center (WPC), le Storm Prediction Center (SPC) et les centres de prévision des rivières (RFC). Lorsque des ouragans touchent la côte, le président des États-Unis ainsi que les maires des villes concernées et les gouverneurs des États se joignent à la conférence téléphonique quotidienne, qui a lieu à midi, heure avancée de l'Est.

## Activités connexes
Dans le cadre de son activité annuelle sur les cyclones tropicaux, l'agence publie un rapport pour chaque cyclone tropical dans les bassins de l'Atlantique nord et du Pacifique oriental, disponibles respectivement depuis 1958 et 1988. Chaque rapport résume l'historique synoptique, les statistiques météorologiques, les victimes et les dommages, et la meilleure trajectoire post-analyse d'un système. Les rapports étaient officiellement connus sous le nom de rapports préliminaires jusqu'en 1999.
L'agence tient des archives et des statistiques climatologiques sur l'histoire des ouragans de l'Atlantique et du Pacifique, y compris des rapports annuels sur chaque cyclone tropical, un ensemble complet d'avis de cyclones tropicaux, des copies numérisées de documents connexes sur les tempêtes plus anciennes, des résumés de saison publiés sous le titre Monthly Weather Review, et HURDAT (base de données officielle des cyclones tropicaux).
Le NHC a divers programmes visant à améliorer la précision des prévisions de cyclones tropicaux à partir du centre. Le Joint Hurricane Testbed (JHT) est une opération conjointe de la National Oceanic and Atmospheric Administration (NOAA) et du United States Weather Research Program pour accélérer le transfert de la recherche sur les cyclones tropicaux vers les opérations de prévision. Depuis 2001, avec son budget annuel compris entre 1 et 1,5 million $US, le JHT a financé 62 initiatives, dont la plupart ont été mises en œuvre sur le plan opérationnel. Les projets ont connu des succès variés, allant de progrès mineurs à importants dans le mode de fonctionnement de la NHC. L'objectif quinquennal du programme est l'amélioration des prévisions d'ouragan (HFIP) par la prévision numérique du temps fournit par les National Centers for Environmental Prediction au NHC.